# Apostolepis quirogai
Apostolepis quirogai — вид змій родини полозових (Colubridae). Мешкає в Аргентині і Бразилії. Вид названий на честь уругвайського письменника Орасіо Кіроґи.

## Поширення і екологія
Apostolepis quirogai мешкають на північному сході Аргентини, в провінції Місьйонес, а також на півдні Бразилії, в штаті Мату-Гросу-ду-Сул. Вони живуть у вологих саванах і на луках. Ведуть риючий і нічний спосіб життя, полюють на амфісбен і невеликих змій, зокрема на сліпунів, іноді їдять безхребетних і личинок. Самиці відкладають яйця.

## Збереження
МСОП класифікує цей вид як такий, що перебуває під загрозою зникнення. Apostolepis phillipsae є рідкісним видом, якому може загрожувати знищення природного середовища.